# Lattingtown
Lattingtown és una població dels Estats Units a l'estat de Nova York. Segons el cens del 2000 tenia 1.860 habitants.

## Demografia
Segons el cens del 2000, Lattingtown tenia 1.860 habitants, 627 habitatges, i 509 famílies. La densitat de població era de 190 habitants/km².
Dels 627 habitatges en un 37,2% hi vivien nens de menys de 18 anys, en un 73% hi vivien parelles casades, en un 5,3% dones solteres, i en un 18,8% no eren unitats familiars. En el 16,1% dels habitatges hi vivien persones soles el 8,5% de les quals corresponia a persones de 65 anys o més que vivien soles. El nombre mitjà de persones vivint en cada habitatge era de 2,93 i el nombre mitjà de persones que vivien en cada família era de 3,25.
Per edats la població es repartia de la següent manera: un 26,2% tenia menys de 18 anys, un 4,6% entre 18 i 24, un 24% entre 25 i 44, un 31% de 45 a 60 i un 14,2% 65 anys o més.
L'edat mediana era de 42 anys. Per cada 100 dones de 18 o més anys hi havia 91,5 homes.
La renda mediana per habitatge era de 136.807 $ i la renda mediana per família de 156.462 $. Els homes tenien una renda mediana de 100.000 $ mentre que les dones 44.063 $. La renda per capita de la població era de 76.260 $. Entorn del 2,1% de les famílies i el 4,5% de la població estaven per davall del llindar de pobresa.